# Барапазавр
Барапазавр (лат. Barapasaurus) — род ящеротазовых динозавров из группы Eusauropoda, живших во времена раннего юрского периода (199,3—182,7 млн лет назад) на территории современных штатов Андхра-Прадеш и Махараштра (Индия). Впервые описан в 1975 году по голотипу ISI R.50 индийским палеонтологом Сохан Лал Джайном (Sohan Lal Jain) и его коллегами. Представлен одним видом — Barapasaurus tagorei.
В 1958 году рядом с деревней Почампалли в штате Махараштра были обнаружены кости динозавров из группы завропод. В 1961 году были проведены обширные раскопки, в ходе которых на площади 276 квадратных метров было извлечено около трехсот костей как минимум шести разных особей, в том числе молодых. Впоследствии были обнаружены ещё четыре местонахождения с остатками завропод — в Кришнапуре (1961—1962 гг.), Метпалли, Лингале и Джаманапалли. В 2010 году Грегори С. Пол оценил длину тела в двенадцать метров, а массу в семь тонн.
Барапазавр помещён в базальное положение инфраотряда завропод и является одним из старейших известных представителей данной группы динозавров.